# Juan Fariza
Juan Fariza Corral (La Coruña, 13 giugno 1985) è un ex hockeista su pista spagnolo.